# Acalypha delgadoana
Acalypha delgadoana é uma espécie de flor do gênero Acalypha, pertencente à família Euphorbiaceae.